# Paulo Dias de Novais
Paulo Dias de Novais (1510 – Massangano, 9 de maig de 1589), va ser un fidalgo i explorador portuguès, recordat per haver fundat l'assentament que va donar origen a l'actual capital Luanda.

## Biografia
Paulo Dias de Novais era net, per via paterna, del navegant Bartolomeu Dias, i va ser escriba de la Hisenda Real i fidalgo de la Casa Real.
Integrat en una ambaixada de Portugal al Regne d'Angola el 1560, juntament amb religiosos de la Companyia de Jesús, l'objectiu era contactar amb el llegendari rei de Ndongo Ngola Kiluanji. Va acabar sent arrestat i després alliberat el 1565 o el 1566, amb l'ajuda d' «una princesa filla d'aquest rei» amb la promesa d'anar a Portugal a aconseguir assistència militar contra la campanya iniciada per Kiloango-Kiacongo, un temut rival de Ngola Kiluanji.
Novais va obtenir del rei Sebastià I de Portugal (1568-1578) una Carta de Donació (1571), que li va donar el títol de «Governador i capità general, conqueridor i poblador del Regne de Sebaste en la Conquesta d'Etiopia i Guinea Baixa», nom amb el qual es coneixia llavors la regió d'Angola. Va deixar Lisboa el 23 d'octubre del 1574 i va desembarcar a l'anomenada illa de les Cabres (avui illa de Luanda) l'11 de febrer de 1575. Ja hi havia unes set poblacions, i Novais va trobar prop de set embarcacions atracades i prop de quaranta portuguesos establerts, enriquits amb el comerç d'esclaus, refugiats allí dels jagas. Es creu que ja portaven allí establerts des de feia alguns anys, ja que a l'illa també hi havia una església i un sacerdot.
Establint-se a l'illa de Luanda, Novais va rebre una delegació del rei Ngola Kiluanji Kiassamba (el 29 de juny de 1576) que li va entregar una llicència per traslladar-se a terra ferma, cap a l'antic morro de São Paulo, on va fundar la ciutat de São Paulo de Loanda.
Sota els termes de la Carta de Donació rebuda, Novais havia d'ampliar el territori al nord a la vora del riu Dande (Bengo), cap al sud, i cap a l'interior al llarg del curs del riu Cuanza. També tenia l'obligació de construir una església, forts i fer concessions de terres per a l'assentament de colons. Va marxar en direcció a les terra dels Ndongo, a la recerca de les llegendàries mines de plata de Cambambe, avançant per la vall de Kwanza fins a la seva confluència amb el riu Lucala, on va fundar la vila de Nostra Senyora de la Victòria de Massangano (nom original en portuguès de vila de Nossa Senhora dona Vitória de Massangano), el 1583 (veure Fortalesa de Massangano).
Va morir a Massangano i va ser enterrat allí, davant de l'església de La nostra Senyora de la Victòria, en un túmul (sepulcre aixecat a la terra) de pedra. Les seves cendres van ser traslladades després a l'Església dels Jesuïtes de Luanda, pel Governador Bento Banha Cardoso, el 1609.